# Mornay-Berry
Mornay-Berry é uma comuna francesa na região administrativa do Centro, no departamento Cher. Estende-se por uma área de 9 km². Em 2010 a comuna tinha 183 habitantes (densidade: 20,3 hab./km²).